# 桑托斯 (巴西)
桑托斯（葡萄牙語：Santos）是巴西圣保罗州的一座港口城市，位于大西洋沿岸，面积280.3平方公里，人口418,375人（2006年）。桑托斯港也是第一批日裔移民登陆的海港

## 體育
市內擁有世界知名球會山度士。

## 友好城市
| - 日本下关市 - 日本长崎市 - 葡萄牙科英布拉 - 葡萄牙丰沙尔 - 葡萄牙安西奥 - 葡萄牙阿罗卡 - 阿根廷乌斯怀亚 | - 古巴哈瓦那 - 中国台州 - 中国宁波 - 罗马尼亚康斯坦察 - 韩国蔚山 - 意大利的里雅斯特 - 巴拿马科隆 |